# Coelioxys adani
Coelioxys adani är en biart som beskrevs av Cockerell 1949. Coelioxys adani ingår i släktet kägelbin, och familjen buksamlarbin. Inga underarter finns listade i Catalogue of Life.